# Noche y niebla
Nuit et brouillard (en Argentina y España Noche y niebla, en Uruguay Noche y bruma) es una película documental francesa dirigida por Alain Resnais y realizada en 1956 a partir de material cinematográfico y fotográfico incautado a los nazis. Con un texto de Jean Cayrol (ayudado en la sombra por Chris Marker), música de Hanns Eisler e imagen de Ghislain Cloquet y Sacha Vierny, es considerado uno de los mejores documentales de las prácticas nazis en la Segunda Guerra Mundial y una película fundamental de la historia del cine, según la revista Fotogramas. El título Nuit et Brouillard (Noche y niebla) hace referencia al Decreto Nacht und Nebel del 7 de diciembre de 1941, firmado por el mariscal Wilhelm Keitel, cuyo objetivo fue la represión y eliminación física de oponentes políticos al régimen nazi en los territorios ocupados, de combatientes enemigos miembros de la Resistencia y de prisioneros de guerra de las Fuerzas Aliadas.
Aurélie Fillippetti, Ministra de Cultura de Francia, la consideró "una referencia para comprender el drama de la deportación". Obtuvo una nominación en los Premios BAFTA y dos galardones, destacando el Premio Jean Vigo a mejor cortometraje.

## Reparto
- Michel Bouquet - Narrador (no acreditado)
- Reinhard Heydrich - Imagen de archivo
- Heinrich Himmler - Imagen de archivo
- Adolf Hitler - Imagen de archivo
- Julius Streicher - Imagen de archivo

## Producción

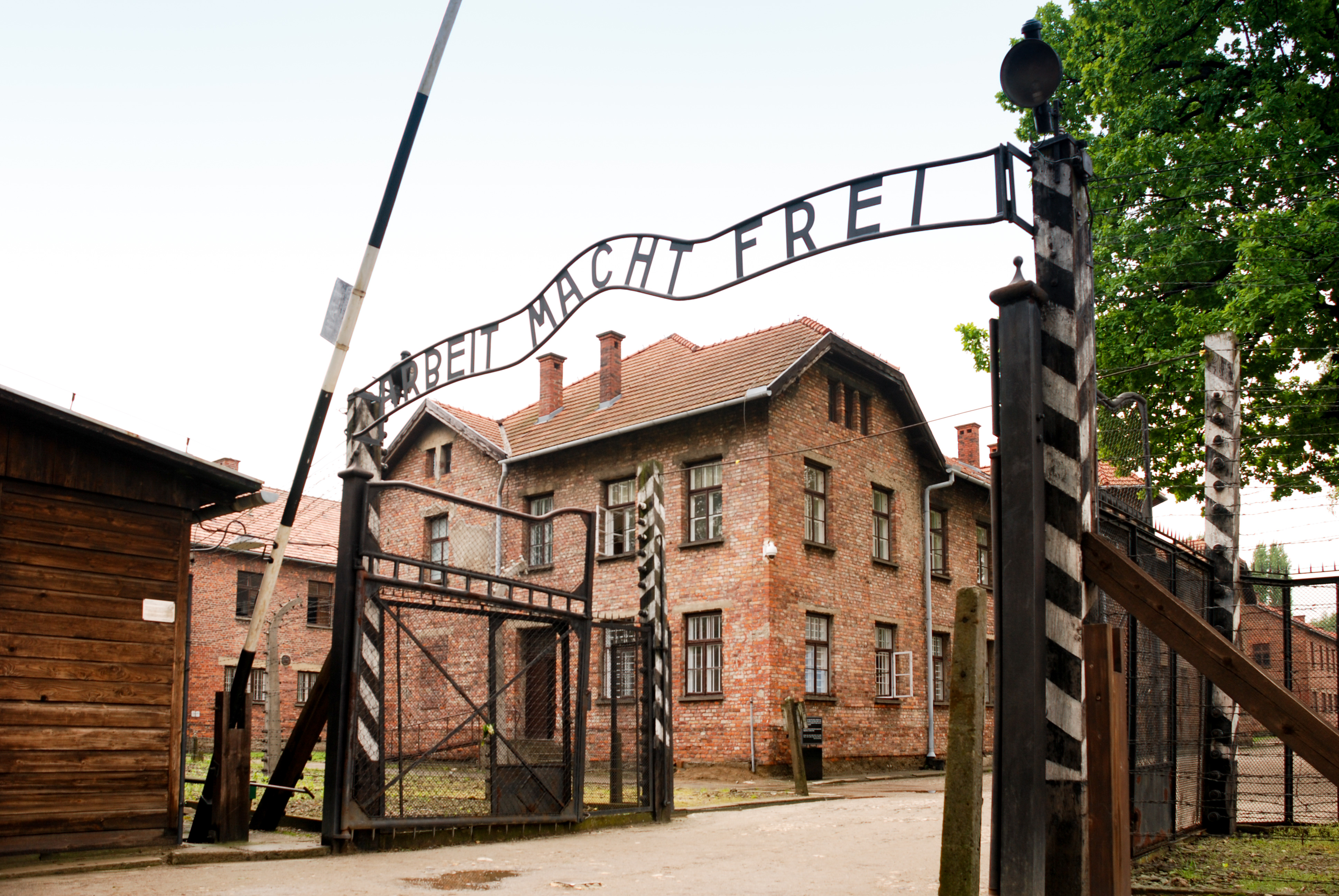
Imagen del campo de concentración de Auschwitz

El documental repasa con ironía, crudeza y, paradójicamente, con una gran delicadeza, las políticas de exterminio sistemático puestas en marcha por el Tercer Reich. Realizado una década después de la liberación y del descubrimiento de los campos de concentración nazis, consigue alternar imágenes de archivo en blanco y negro con travelling en color sobre la arquitectura despoblada del campo desierto de Auschwitz. El documental mostró por primera vez material que el ejército nazi acumuló sobre el exterminio organizado, y una de sus virtudes es la denuncia de la responsabilidad colectiva, no sólo de la sociedad alemana, sino de toda Europa y de la humanidad entera, respecto a las atrocidades nazis.
Pese a su temática y su enfoque la película fue retirada de la programación del Festival de Cannes de 1956 debido a la intervención del Gobierno Federal de Alemania. Elegida por el jurado por unanimidad el embajador alemán protestó contra su exhibición aduciendo que, según los estatutos del Festival, las películas que ofendieran el sentimiento nacional de otra nación o que dificultaran la convivencia pacífica entre estados. En el mismo marco y Festival Alain Resnais, pero en 1950, obtuvo la misma respuesta con el documental Guernica que se retiró de la programación oficial.

## Recepción
Nuit et brouillard obtiene excelentes valoraciones entre la crítica especializada y entre los usuarios de portales de información cinematográfica. En IMDb con 19.429 votos obtiene una media ponderada de 8,6 sobre 10. En FilmAffinity, además de estar incluida en los listados "Mejores mediometrajes de la historia" (primera posición) y "Los mejores documentales de la historia del cine" (séptima posición), obtiene una puntuación de 8,2 sobre 10 con 5.447 votos. En el agregador de críticas Rotten Tomatoes obtiene la calificación de "fresco" para el 100% de las 24 críticas profesionales reseñadas y para el 95% de las más de 5.000 votaciones emitidas por los usuarios del portal.
Pablo Kurt para FilmAffinity lo califica de "sobrecogedor y poético documental sobre el holocausto. Envolviendo la crónica del espanto en una métrica de voz, imágenes y silencios que consigue traspasar el tiempo y la razón, Resnais nos acerca a la tragedia del exterminio nazi con un aliento lírico e íntimo que invade y cautiva. Una preciosidad que conmueve ya desde su hermoso título". Fausto Fernández en el reportaje de la revista Fotogramas "El Holocausto en el cine" la consideró una de las cintas de referencia reseñando "Resnais nos legó una realista, documental y dura mirada sobre esa página de la historia reciente del siglo XX que no deberíamos olvidar jamás. Desesperada; alegórica y con cierta poesía de lo terrible también, ‘Noche y niebla’ (...) es una obra maestra de apenas 30 minutos de duración".